# یگان ۱۹۰
یگان ۱۹۰ بخشی تخصصی در نیروی قدس سپاه پاسداران انقلاب اسلامی است که مسئول اصلی انتقال مخفیانه و قاچاق سلاح به سازمان‌ها و گروه‌های متحد با نظام جمهوری اسلامی ایران است. این یگان زیر نظر بهنام شهریاری که با نام‌های مستعار حمیدرضا و سید علی‌اکبر میروکیلی نیز شناخته می‌شود، فعالیت می‌کند. تخمین زده می‌شود که تقریباً ۲۰ عضو داشته باشد که در عملیات‌های مخفی پیچیده برای اطمینان از جریان بی‌وقفه تسلیحات به طرف‌های نیابتی و متحدان منطقه‌ای ایران شرکت می‌کنند.

## فعالیت‌ها و روش‌های کلیدی

### قاچاق اسلحه
یگان ۱۹۰ در انتقال ده‌ها هزار تن سلاح به گروه‌های مختلف از جمله:
- حزب‌الله لبنان[۶][۷][۸]
- رژیم اسد در سوریه[۶][۷][۸]
- سازمان‌های مبارز فلسطینی در غزه[۶][۷][۸]
- شورشیان حوثی در یمن[۶][۷][۸]

### عملیات مخفی
این یگان از روش‌های متعددی برای پنهان کردن محموله‌های سلاح استفاده می‌کند، از جمله:
- پنهان کردن سلاح به عنوان کالاهای تجاری معمولی[۹][۱۰][۱۱]
- استفاده از شرکت‌های پوسته و زیرساخت‌های غیرنظامی برای پوشاندن لجستیک[۹][۱۰][۱۱]
- جعل اسناد ثبتی و به‌کارگیری اشخاص ثالث[۹][۱۰][۱۱]

### مسیرهای حمل و نقل
یگان ۱۹۰ یک شبکه لجستیک پیچیده را اداره می‌کند که چندین منطقه را در بر می‌گیرد. مسیرهای اصلی حمل و نقل عبارتند از:
- ایران به سوریه: استفاده از پروازهای مسافربری و نظامی بر فراز عراق[۱۳][۱۴]
- ایران به لبنان: حمل سلاح از طریق پروازهای مسافری و باری بر فراز ترکیه[۱۳][۱۵]
- ایران به سودان: استفاده از کشتی‌های غیرنظامی برای ارسال سلاح به مقصد غزه[۱۳][۱۴]
- مسیرهای زمینی: به‌کارگیری کامیون و قطار از طریق ترکیه به سوریه[۱۳][۱۵]

### همکاری با یگان‌های دیگر
یگان ۱۹۰ با هماهنگی سایر لشکرهای تخصصی سپاه قدس از جمله:
- یگان ۳۴۰: بر تحقیق، توسعه و آموزش تسلیحات متمرکز شده است.[۱۶]
- لشکر ۸۰۰۰: در عملیات مشترک نظامی و هماهنگی استراتژیک شرکت دارد.[۱۶]

## واکنش بین‌المللی و تحریم‌ها
فعالیت‌های یگان ۱۹۰ به عنوان عامل مهمی در بی‌ثباتی منطقه ای شناسایی شده است. در نتیجه، بازیگران بین‌المللی از جمله ایالات متحده آمریکا و بریتانیا تحریم‌هایی را علیه افراد و نهادهای مرتبط با این یگان اعمال کرده‌اند. هدف این اقدامات ایجاد اختلال در عملیات و محدود کردن توانایی آن در حمایت از متحدان نظامی و سیاسی ایران است.
با وجود این تحریم‌ها و محدودیت‌ها، یگان ۱۹۰ به سازگاری خود ادامه می‌دهد و از روش‌های پیچیده‌تر برای دور زدن نظارت بین‌المللی و تلاش‌های اجرایی استفاده می‌کند. این یگان نقشی محوری در استراتژی گسترده‌تر نفوذ منطقه‌ای و پیش‌بینی قدرت ایران ایفا می‌کند و از انتقال تسلیحات مخفی برای تقویت نیروهای نیابتی در سراسر خاورمیانه و فراتر از آن استفاده می‌کند.

## مفاهیم حقوقی و دیپلماتیک
فعالیت‌های یگان ۱۹۰ مستقیماً چندین قطعنامه شورای امنیت سازمان ملل را نقض می‌کند که ایران را از صادرات سلاح منع می‌کند. ادامه عملیات این یگان نگرانی‌های ژئوپلیتیکی را به ویژه در میان کشورهایی که مخالف نفوذ ایران در درگیری‌های منطقه ای هستند، ایجاد کرده است.

## انفجار ۲۰۲۰ بیروت
شهریاری به انتقال آمونیوم نیترات که منجر به انفجار بندر بیروت در مرداد ۱۳۹۹ شد، مرتبط بوده است. گزارش‌ها حاکی از آن است که از سال ۱۳۹۰، شرکت کشتیرانی ایرانی لاینر ترانسپورت کیش (LTK) به مدیریت شهریاری و مجتبی موسوی‌تبار، مقادیر قابل توجهی نیترات آمونیوم را به حزب‌الله تحویل داده است. بین سال‌های ۱۳۹۰ و ۱۳۹۳، محموله‌های متعددی به بیروت ارسال شد، از جمله محموله‌ای که در مرداد ۱۳۹۲ با کشتی MV Rhosus حمل شد و تقریباً ۲۷۵۰ تن نیترات آمونیوم را حمل می‌کرد. این محموله توقیف و در بندر نگهداری شد و تا زمان انفجار در سال ۱۳۹۸ در آنجا باقی ماند و تلفات و ویرانی‌های گسترده‌ای را به همراه داشت.